# Ruslan Əmircanov
Ruslan Əmircanov (ur. 1 lutego 1985 w Yevlax) – azerski piłkarz grający na pozycji pomocnika. Od 2018 roku występuje w klubie Keşlə Baku. W reprezentacji Azerbejdżanu zadebiutował w 2008 roku.